# Pulau Laut Barat
Pulau Laut Barat (indonez. Kecamatan Pulau Laut Barat) – kecamatan w kabupatenie Kotabaru w prowincji Borneo Południowe w Indonezji.
Kecamatan ten leży w południowo-zachodniej części wyspy Laut na Cieśninie Makasarskiej. Od północy graniczy z kecamatanem Pulau Laut Tengah, a od zachodu z kecamatanami Pulau Laut Selatan i Pulau Laut Kepulauan.
W 2010 roku kecamatan ten zamieszkiwało 18 668 osób, z których 100% stanowiła ludność wiejska. Mężczyzn było 9 493, a kobiet 9 175. 18 573 osób wyznawało islam.
Znajdują się tutaj miejscowości: Gemuruh, Lontar Selatan, Lontar Timur, Lontar Utara, Sebanti, Semaras, Sepagar, Subur Makmur, Sumber Sari, Tepian Balai, Terangkih.